# Тернате
Тернате (індонез. Pulau Ternate) — острів у складі архіпелагу Молуккські острови у східній Індонезії. Знаходиться біля західного узбережжя більшого острова Хальмахера, у минулому — центр Тернатського султанату .
Як і сусідній острів, Тідоре, Тернате має конусоподібну вулканічну форму. Острови стародавнього мусульманського султанату мають довгу історію. Ці острови були головним виробником гвоздики, завдяки якій султани були найбагатшими та наймогутнішими монархами в регіоні. У доколоніальний період правителі Тернате і Тідоре мали політичну та економічну владу над більшою частиною «Островів прянощів».
На сьогоднішній день розташоване на острові місто Тернате — найбільше місто та адміністративний центр провінції Північне Малуку, яке входить до складу муніципалітету (kotamadya).
«Тернатське есе», що стало передвісником теорії еволюцію за принципами природного добору, було написане на острові Альфредом Расселом Воллесом у 1858 році та надіслане Чарлзу Дарвіну. Дарвін відразу ж опублікував твір Воллеса поряд із власними думками про теорію.

## Географія

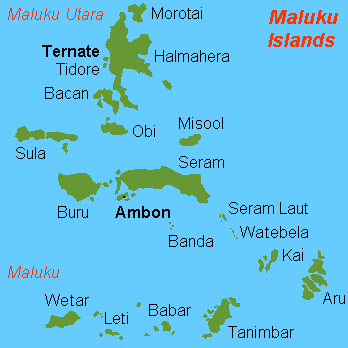
Острів Тернате в архіпелазі Молукських островів

На сьогоднішній день площа острова становить 76 км², станом на липень 2003 року населення острова складало 145 143 особи.
Над островом Тернате підноситься стратовулкан Гамалама (1715 м). Виверження 1840 зруйнувало велику частину будівель острова, наприкінці XX століття вулкан вивергався в 1980, 1983 і 1994 роках та 2011 роках. Під час виверження 2011 року Індонезія на кілька днів закрила аеропорт біля вулкана після викидів попелу, який досягав 2000 метрів в атмосферу.

Бату Ангус — 300-річний магмовий потік — знаходиться у північно-східній частині острова. Острів Хірі — вулканічний конус, що лежить біля північного узбережжя Тернате. Озеро Толіре, що кишить крокодилами, знаходиться в кратері на північному заході і обмежене прямовисними скелями. На півночі Тернаті знаходиться пляж Суламадаха, на західному узбережжі — Афетадума та Джобуріки, на південній стороні острова є пляж біля села Кастела.

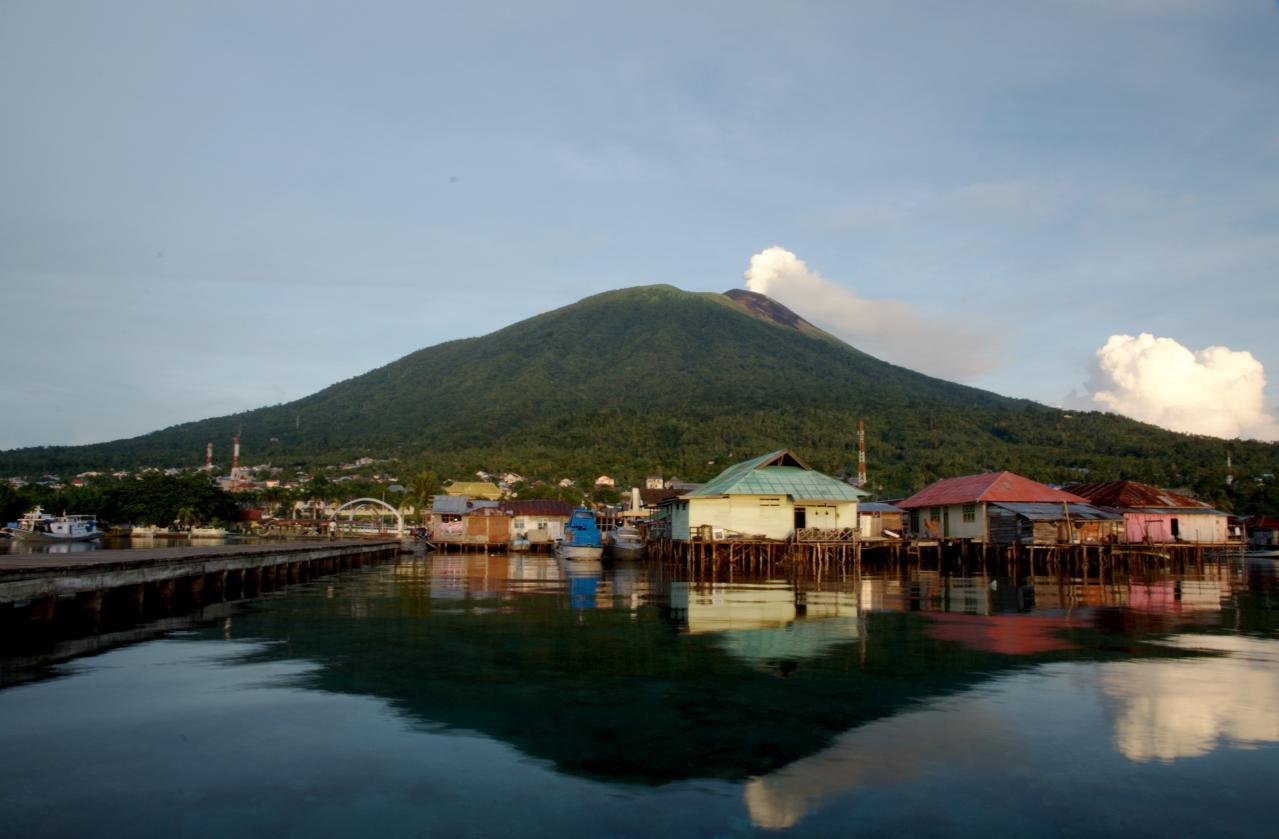
Вид на вершину Гамалами від Додоку Алі

У передгір'ї ростуть гвоздикові дерева, і можна здійснити сходження на вершину вулкана. 
Острів Хірі — вулканічний кратер, що лежить біля північної верхівки Терната. Кратер, заселений крокодилами, озеро Толіре лежить на північному заході і межує зі скелями. Є пляжі Суламадаха (на північній околиці), Афетадума та Джубурікі на заході та пляж у селі Кастела на південному сході.

## Геологія
Тернате лежить у дуже сейсмічному регіоні, де поширена вулканічна активність та часті землетруси. Тернате належить до групи островів, що складають Вогняне кільце. Близько 90 % світових землетрусів та сейсмічної активності відбуваються в цій дузі в басейні Тихого океану. Регіон майже повністю складається з ланцюга вулканічних дуг і океанічних жолобів, і він відчуває постійний рух плит. У Тихоокеанському вогняному кільці є 452 вулкани, 75 % вулканів у світі.

## Історія

### Доколоніальний період
Тернате та сусідній острів Тідоре були єдиними в світі місцями вирощування дорогоцінної прянощі - гвоздики. Гвоздика забезпечувала політичну могутність та економічний вплив султанів Тернате та Тідоре в індонезійському регіоні. Проте більшість їх багатств йшла на міжусобні війни. До завершення колонізації Молуккських островів голландцями в XIX столітті, султани Тернате керували імперією, яка мала щонайменше у сфері свого впливу території на островах Амбон, Сулавесі та Папуа.
Найвищого розквіту султанат Тернате досяг до кінця XVI століття за правління султана Бабули, коли під його впливом знаходилася східна частина острова Сулавесі, територія островів Амбон та Серам, а також окремі райони Нової Гвінеї. У цей час султанат Тернате суперничав за контроль віддалених територій з сусіднім султанатом Тідоре. Згідно з істориком Леонардом Андаєм, протистояння Тернате і Тідоре є провідним фактором у ранній історії Молуккських островів.
Внаслідок того, що велику роль в економіці острова відігравала торгівля, Тернате став одним з перших місць у регіоні, що зазнав впливу ісламу, який, ймовірно, прийшов з Яви наприкінці XV століття. Спочатку до нової віри звернулося вузьке коло правлячої сім'ї Тернате, згодом іслам поширився серед усіх верств населення.

### Європейці

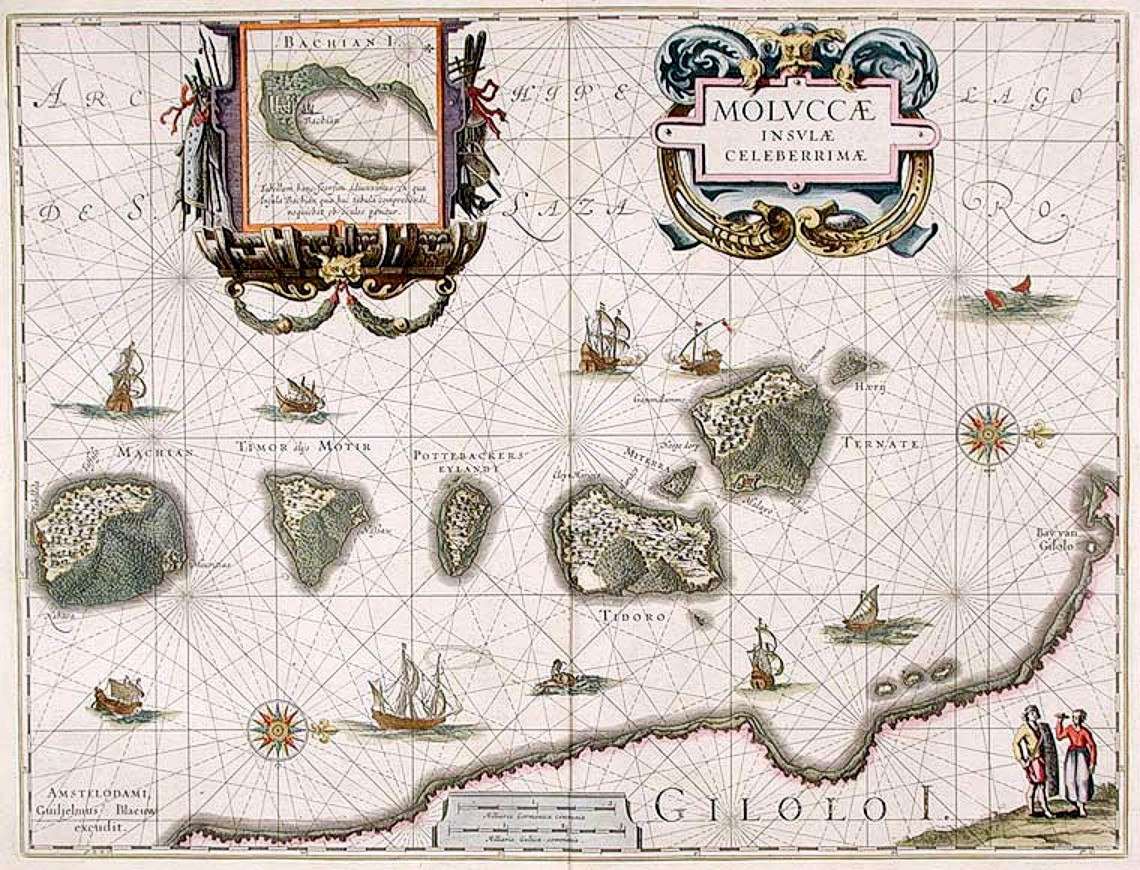
Карта 1630 року із зображенням Молуккських островів - Макіан («Machian»), Моті («Motik»), Маре («Pottebackers»), Тідоре, Майтара («Miterra»), Тернате, Гірі («Herij») і Гілоло (Хальмахера)

Першими європейцями, які зупинилися на Тернате, стала частина португальської експедиції Франсішку Серрана, яка повертаючись з архіпелагу Банда до Малакки зазнала кораблетрощі біля острова Серам і була врятована місцевими жителями. Султан Абу Лаїс, почувши про подію, і побачивши можливість укласти союз з могутньою іноземною державою, привіз їх на Тернате в 1512 році. Португальцям дозволили збудувати на острові Форт Толукко, будівництво якого почалося в 1522 році.
Відносини між жителями Тернате та португальцями з самого початку були напруженими. Служба в колонії, що знаходиться далеко від Європи, могла залучити лише найвідчайдушніших і жадібних людей, а некоректну поведінку португальців з місцевими жителями супроводжували також слабкі спроби поширення християнства, що ускладнювало взаємини з мусульманськими правителями Тернате, як і спроби монополізувати торгівлю втручання у внутрішню політику.
В 1535 султан Табариджи був повалений і вивезений португальцями на Гоа. Він прийнявхристиянство та змінив ім'я на дон Мануель. Після зняття звинувачень проти нього, він вирушив у зворотний шлях, щоб зайняти свій трон, але помер у дорозі в 1545 році. Він заповів острів Амбон своєму хрещеному батькові, португальцю Жордау де Фрейтас.
У 1570 році, після кого, як султана Хайруна стратили, а його голову підняли на піку, мусульмани Тернате повстали проти португальців, яких тримали в облозі у їх форті до 1575 року, коли новий султан оголосив форт своїм палацом. Новим центром діяльності португальців на Молуккських островах став Амбон. Вплив європейців у регіоні був слабким і на Тернате посилювалися іслам та антипортугальські настрої під час правління султана Бааба Улли (1570—1583) та його сина султана Саїда.
В 1580 острів відвідав британець Френсіс Дрейк, який здивував жителів Тернате тим, що не цікавився закупкою гвоздики, оскільки його корабель Золота лань був під зав'язку завантажений захопленим Дрейком в іспанців золотом .

Так як португальці боролися з мусульманським пануванням в Індійському океані, Тернате привернув увагу Османської імперії, яка отримувала інформацію про південно-східну Азію з султанату Ачех і від османського адмірала Куртоглу Хизир-реїса, який планував відвідати Яву і Борнео  у зв'язку з протистоянням з португальським флотом, що базувався на Суматрі.

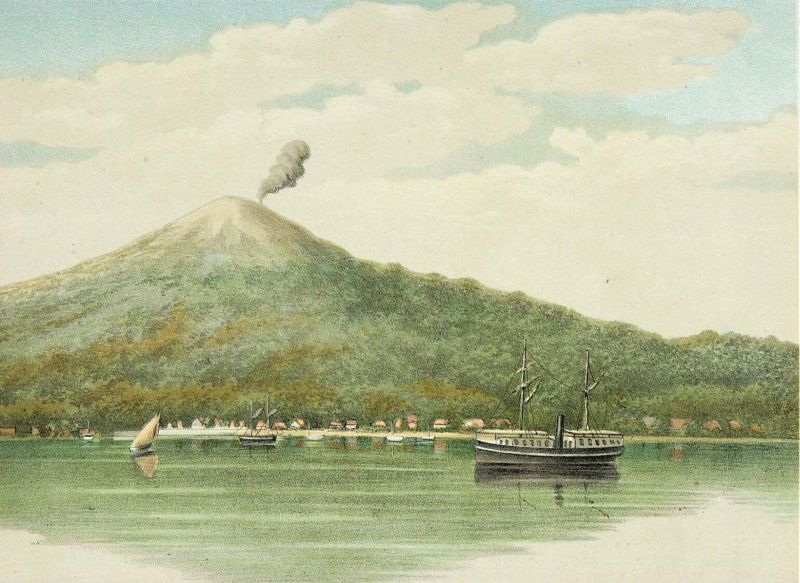
Острів Тернате. Фото 1880-х років

Іспанські та голландські торговці змагалися за контроль за торгівлею гвоздикою, граючи на протиріччях між Тернате та Тідоре. Голландці з часом стали головною європейською силою, незважаючи на те, що султанат фактично існував до наших днів.
Іспанці захопили колишній португальський форт у тернатців в 1606, депортувавши султана Тернате і його оточення в Манілу. В 1607 голландці повернулися на Тернате, де за допомогою місцевих жителів побудували форт Малайо. Острови були розділені між двома силами: іспанцями, які були у союзі з Тідорським султанатом, та голландцями, які були у союзі з Тернатським. Для правителів Тернате союз із голландцями давав значні переваги, їх присутність на острові давало військову перевагу над Тідоре та іспанцями. Під час правління султана Хамзи (1627—1648) Тернате збільшив свою територію та побудував укріплення для оборони периферії. Голландський вплив на султанат було обмеженим, поки Хамза та його спадкоємець, султан Мандар Ся (1648—1675) не вирішили передати низку територій Голландської Ост-Індської компанії (VOC) в обмін на допомогу у придушенні повстань. Іспанці покинули Тернате та Тідоре у 1663 році. У XVIII столітті Тернате перебував під керівництвом VOC, який контролював всю торгівлю в північній частині Молуккських островів.

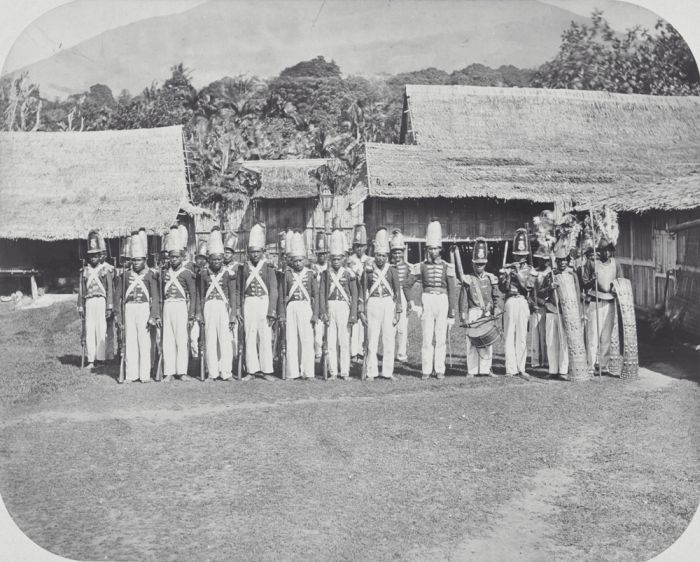
Гвардія султана Тернате.

З XIX століття торгівля спеціями стала занепадати. Незважаючи на те, що регіон перестав бути пріоритетним для голландців, вони зберігали свою присутність з метою запобігання його окупації іншими колоніальними імперіями. Після того, як VOC була націоналізована голландським парламентом у 1800 році, Тернате став частиною Губернаторства Молукських островів (Gouvernement der Molukken). Тернате було окуповано британськими військами у 1810 році, але у 1817 році острів повернувся під контроль Голландії. У 1824 році Тернате став адміністративним центром провінції, до якої увійшла також Хальмахера, західне узбережжя Нової Гвінеї, та частина східного узбережжя Сулавесі. У 1858 Альфред Рассел Воллес написав свій відомий лист про еволюцію, який відправив Чарлзу Дарвіну для опублікування (Листи з Тернате). У 1867 році вся окупована голландцями частина Нової Гвінеї була приєднана до провінції, але при цьому адміністративний центр був перенесений на Амбон, де і знаходився до скасування в 1922 році.

### XX століття
Як і вся Індонезія, Тернате під час Другої світової війни був окупований Японією, східну Індонезію контролював Японський імператорський флот. Після капітуляції Японії в серпні 1945 року та оголошення незалежності Індонезії Тернате було окуповано військами Союзників у листопаді 1945 року, які мали намір повернути Індонезію під контроль Голландії. Після здобуття Індонезією незалежності Тернате увійшов до складу провінції Малуку.
Тернате пережив сплеск насильства під час релігійного конфлікту 1999—2000 років, що охопив Молуккські острови, проте конфлікт не був таким гострим, як на сусідній Хальмахері. З 2003 приміщення колишніх церков і кінотеатрів на Тернаті займають біженці з Хальмахери.

## «Тернатське Есе»

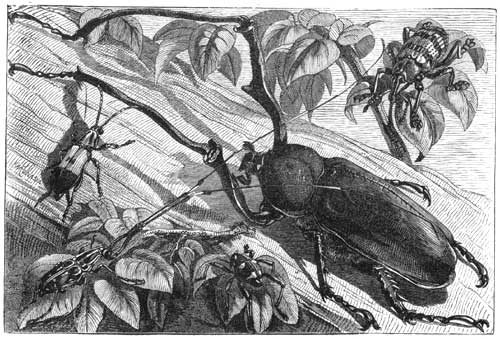
«Молукканські жуки» з Малайського архіпелагу Альфреда Русселя Уоллеса, 1869

У 1858 році Альфред Рассел Уоллес написав тут свою статтю про еволюцію, яку він надіслав Чарлзу Дарвіну. Всупереч поширеній думці, Уоллес не опублікував доповіді про еволюцію до 1858 р., а також не мав намір опублікувати «Тернатське ессе» у формі, в якій він надіслав його Дарвіну.
Нарис одержав назву «On the Tendency of Varieties to Depart Indefinitely From the Original Type», а на дев'яти сторінках він стисло описує теорію еволюції шляхом природного відбору.
Дарвін одразу вирішив опублікувати «Тернатське Ессе» Уолласа та витяги двох його власних еволюційних текстів, які прочитав в Лондонському товаристві Ліннея 1 липня 1858 року.

## Муніципалітет Тернате
Муніципалітет Тернате включає чотири райони (кекаматана):
- Палау Тернате
- о. Моті
- Північне Тернате
- Південне Тернате

Адміністративний центр — місто Тернате (Кота Тернате). Муніципалітет входить до складу провінції Північне Малуку .

## Місто Тернате
Місто Тернате (індонез. Kota Ternate) знаходиться в 10 кілометрах від аеропорту. Комерційний центр має довжину 2 км від автовокзалу біля Форт Оран до Порта Ахмад Яні, куди прибувають пороми Pelni. Це найбільше місто Північного Малуку . У сучасному Палаці султана, побудованому 1796 року, відкрито музей. Великий Форт Орани , побудований голландцями в 1607, був резиденцією Голландської Ост-Індської компанії до її переїзду в Батавію (Джакарта) близько 1619.

## Транспорт
На північно-східному узбережжі острова є аеропорт імені султана Бабули, в який здійснюють рейси авіакомпанії Wings Air (група Lion Air), Merpati Nusantara Airlines, Garuda Indonesia, Batavia Air та Sriwijaya Air . Вони пов'язують острів з Макасаром, Манадо та Джакартою.
Морське сполучення забезпечує компанія Pelni.

## Туризм
На острові численні старі форти, які були побудовані різними імперіями під час колоніальної епохи, розкидані по місту. Прикладами фортів, побудованих португальцями, є Форт Каламата та Форт Толуко. Форт Ораньє, який побудували голландці, є найбільшим фортом на острові. Це було штаб-квартирою голландської Ост-Індської компанії, поки компанія не перенесла штаб-квартиру в Батавію (Джакарта) в 1619 році. Деякі форти вже не існують, залишилися лише руїни, наприклад, форт Кастела, який побудували іспанці.
Палац султана Терната досі існує. Зараз він перетворений на музей. У музеї експонуються артефакти з Султанату Тернате, такі як зброя, обладунки та традиційний одяг Тернате.
На острові є кілька пляжів, які відкривають широкі види, такі як пляж Тобололо та пляж Суламадаха. На острові також є кілька озер, наприклад озеро Лагуна та озеро Толіре.